# Куганакбаш
Куганакба́ш (рос. Куганакбаш, башк. Ҡуғанаҡбаш) — село у складі Стерлібашевського району Башкортостану, Росія. Адміністративний центр Куганакбашівської сільської ради.
Населення — 835 осіб (2010; 813 в 2002).
Національний склад:
- татари — 90%